# Blanche Friderici
Pour les articles homonymes, voir Friderici.
Blanche Friderici (parfois créditée Blanche Frederici) est une actrice américaine, née le 21 janvier 1878 à Brooklyn et morte le 23 décembre 1933 à Visalia (Californie).

## Biographie
Au théâtre, Blanche Friderici joue à Broadway (New York) entre 1914 et 1925, dans sept pièces, dont The Cat and the Canary en 1922, avec Florence Eldridge et Henry Hull.
Au cinéma, son premier film est 39 East (en) de John S. Robertson, avec Reginald Denny et Alison Skipworth, sorti en 1920 ; il s'agit d'une adaptation de la pièce éponyme de Rachel Crothers, qu'elle venait de créer à Broadway en 1919, aux côtés d'Henry Hull et Alison Skipworth.
Après un deuxième film muet de 1922, son troisième est Faiblesse humaine de Raoul Walsh en 1928 ; il s'agit d'une adaptation de la pièce Rain, où elle tenait le même rôle, créée à Broadway en 1924-1925, avec Jeanne Eagels dans le rôle principal de Sadie Thompson (repris à l'écran par Gloria Swanson).
Par la suite, Blanche Friderici contribue notamment au western Billy the Kid de King Vidor (1930, avec Johnny Mack Brown dans le rôle-titre et Wallace Beery), Mata Hari de George Fitzmaurice (1931, avec Greta Garbo dans le rôle-titre et Ramón Novarro), L'Adieu aux armes de Frank Borzage (version de 1932, avec Helen Hayes et Gary Cooper), ou encore Le Chant du Nil de Sam Wood (1933, avec Ramón Novarro et Myrna Loy).
Le dernier de ses soixante films américains est New York-Miami de Frank Capra, avec Clark Gable et Claudette Colbert, sorti en février 1934, deux mois après sa mort prématurée, d'une crise cardiaque.

## Théâtre à Broadway (intégrale)
- 1914 : Omar the Tentmaker de Richard Walton Tully
- 1919 : 39 East de Rachel Crothers, avec Luis Alberni, Henry Hull, Alison Skipworth
- 1921 : The Hero de Gilbert Emery, avec Grant Mitchell puis Richard Bennett
- 1922 : The Cat and the Canary de John Willard, avec Florence Eldridge, Henry Hull, John Willard
- 1924 : The Green Beetle de John Willard, avec Lee Patrick
- 1924-1925 : Rain de John Colton et Clemence Randolph, d'après le roman Sadie Thompson de William Somerset Maugham, avec Jeanne Eagels
- 1925 : Processional (en) de John Howard Lawson, avec George Abbott, Charles Halton, Lee Strasberg

## Filmographie
- 1920 : Pensions de famille (39 East) de John S. Robertson
- 1920 : No Trespassing d'Edwin L. Hollywood
- 1928 : Faiblesse humaine (Sadie Thompson) de Raoul Walsh
- 1928 : Les hommes préfèrent les blondes (Gentlement Prefer Blondes) de Malcolm St. Clair
- 1928 : Fleetwing de Lambert Hillyer
- 1928 : Stolen Love de Lynn Shores (en)
- 1929 : Wonder of Women de Clarence Brown
- 1929 : The Awful Truth de Marshall Neilan
- 1929 : L'Idylle de la radio (Jazz Heaven) de Melville W. Brown
- 1929 : L'Intruse (The Trespasser) d'Edmund Goulding
- 1929 : Marching On de Marcel Silver
- 1929 : The Flattering Word de Bryan Foy
- 1930 : Trifles de Bryan Foy
- 1930 : Personality de Victor Heerman
- 1930 : The Girl Said No de Sam Wood
- 1930 : A Notorious Affair de Lloyd Bacon
- 1930 : Soldiers and Women d'Edward Sloman
- 1930 : The Bad One de George Fitzmaurice
- 1930 : Courage d'Archie Mayo
- 1930 : Numbered Men de Mervyn LeRoy
- 1930 : The Office Wife de Lloyd Bacon
- 1930 : Billy the Kid de King Vidor
- 1930 : Kismet de John Francis Dillon
- 1930 : The Cat Creeps de Rupert Julian et John Willard
- 1931 : Ten Cents a Dance de Lionel Barrymore
- 1931 : Woman Hungry de Clarence G. Badger
- 1931 : L'Ange blanc (Night Nurse) de William A. Wellman
- 1931 : Le Cadran de la mort (Murder by the Clock) d'Edward Sloman
- 1931 : Madame Julie (The Woman Between) de Victor Schertzinger
- 1931 : Le Testament mystérieux (A Dangerous Affair) d'Edward Sedgwick
- 1931 : Le Sphinx a parlé (Friends and Lovers) de Victor Schertzinger
- 1931 : Wicked d'Allan Dwan
- 1931 : L'Honneur de la famille (Honor of the Family) de Lloyd Bacon
- 1931 : Mata Hari de George Fitzmaurice
- 1932 : Young Bride de William A. Seiter
- 1932 : Si j'avais un million (If I Had a Million), film à sketches de James Cruze et autres
- 1932 : L'Adieu aux armes (A Farewell to Arms) de Frank Borzage
- 1932 : Lady with a Past d'Edward H. Griffith
- 1932 : L'Honorable Monsieur Wong (The Hatchet Man) de William A. Wellman

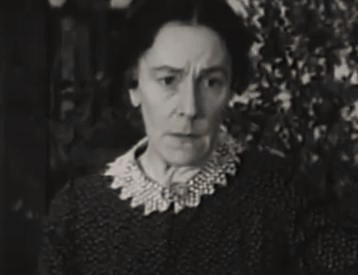
Dans Man of the Forest (1933)

- 1932 : La loi ordonne (State's Attorney) de George Archainbaud
- 1932 : Une allumette pour trois (Three on a Match) de Mervyn LeRoy
- 1932 : Miss Pinkerton de Lloyd Bacon
- 1932 : Aimez-moi ce soir (Love Me Tonight) de Rouben Mamoulian
- 1932 : The Night Club Lady d'Irving Cummings
- 1932 : Mon grand (So Big !) de William A. Wellman
- 1932 : Behind Jury Doors de B. Reeves Eason
- 1932 : Treize femmes ou Hypnose (Thirteen Women) de George Archainbaud
- 1932 : Cynara de King Vidor
- 1933 : Adorable de William Dieterle
- 1933 : Dans tes bras (Hold Your Man) de Sam Wood
- 1933 : Man of the Forest d'Henry Hathaway
- 1933 : Carioca (Flying Down to Rio) de Thornton Freeland
- 1933 : Aggie Appleby Maker of Men de Mark Sandrich
- 1933 : Secrets de Frank Borzage
- 1933 : Le Chant du Nil (The Barbarian) de Sam Wood
- 1933 : L'Amour guide (The Way to Love) de Norman Taurog
- 1933 : La Ruée fantastique (Thundering Herd) de Henry Hathaway
- 1934 : New York-Miami (It Happened One Night) de Frank Capra
- 1934 : All of Me de James Flood